# 汤姆·冈德森
汤姆·冈德森（Tom Gunderson）是一名美国动物训练师。他训练过最著名的动物是捲尾猴水晶，她是一只25岁的卷尾猴。
2012年，冈德森参与美国电视剧《动物诊所》的拍摄，他训练的卷尾猴水晶在剧中扮演重要角色。在1998年6月23日，汤姆在霍华德·斯特恩的节目上与贝蒂·托马斯和水晶一起露面。